# Floure
Floure är en kommun i departementet Aude i regionen Occitanien  i södra Frankrike. Kommunen ligger  i kantonen Capendu som ligger i arrondissementet Carcassonne. År 2022 hade Floure 427 invånare.

## Befolkningsutveckling
Antalet invånare i kommunen Floure
Referens: INSEE